# Dominik Reinert
Dominik Reinert (* 13. Oktober 1991 in Duisburg) ist ein deutscher Fußballspieler. Er spielte von 2014 bis 2021 für Rot-Weiß Oberhausen.

## Karriere
Reinert wechselte 2003 von TuRa 88 Duisburg zum MSV Duisburg. Bis 2010 spielte er für die Jugendmannschaften, ab der Saison 2010/11 wurde er in der zweiten Mannschaft eingesetzt. In der Saison 2013/14 stand Reinert erstmals im Profikader des MSV. Sein Debüt in der 3. Liga gab er am 3. Spieltag beim Duisburger 2:1-Sieg gegen Jahn Regensburg. Es blieb sein einziger Saisoneinsatz. Zur Saison 2014/15 wechselte Reinert ablösefrei zu Rot-Weiß Oberhausen. Im Sommer 2021 endete sein Vertrag dort.